# Didona (tipografía)

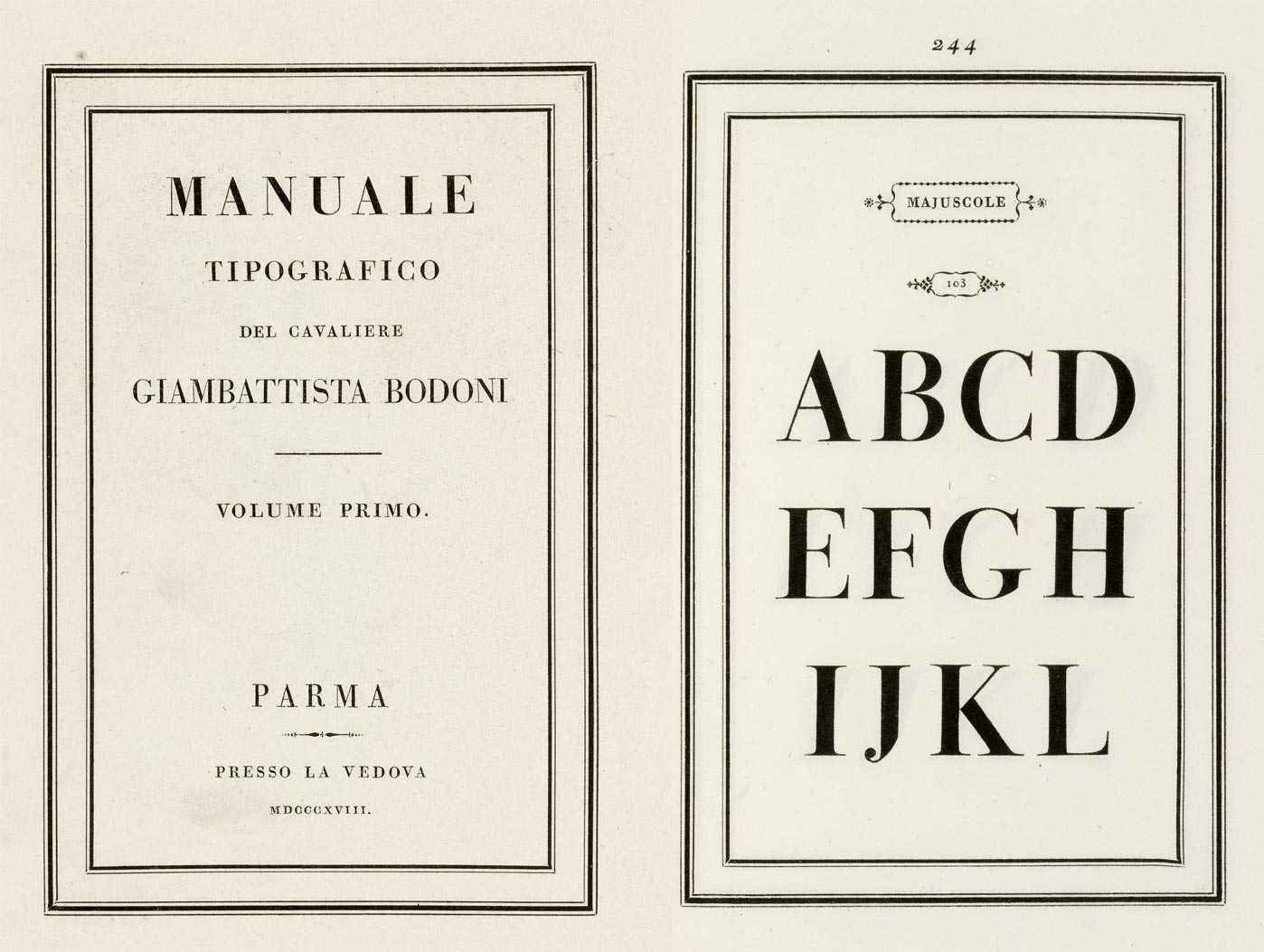
Dos páginas del Manuale Tipografico de Bodoni, muestra póstuma de su obra y grabado de su esposa.

En tipografía, la familia de las Didonas, también conocidas como Romanas modernas, son el tipo de fuentes serifas que surgió a finales del siglo XVIII y fue el estilo estándar de impresión de uso general durante el siglo XIX. Se caracteriza por:
- Tener serifas, las cuales son delgadas, lineares y con ángulos duros.
- Los ejes de modulación son totalmente verticales, se abandonan los ejes inclinados (que imitaban a la letra escrita).
- Cada una de las letras se forman de trazos verticales gruesos y trazos horizontales finos, entre cuyas anchuras hay una gran diferencia visual («contraste»), mucho más que en las romanas antiguas.
- Sin ornamentación, tendencia hacia la racionalización. Algunas terminaciones sin embargo cuentan con gota. Remates finos y totalmente horizontales.

El término «didona» surge de Didone, que es una acuñación de 1954, parte del sistema de clasificación Vox-ATypI. Es una acortación de Didot y Bodoni, dos reconocidos tipógrafos, el primero francés y el segundo italiano, fabricantes de los primeros tipos de letras de la hoy llamada familia de tipografías didonas, que fueron desarrolladas a principios del siglo XIX. En aquella época y durante su auge, las didonas fueron conocidas como «romanas modernas» (modern o modern face), en oposición a las antiguas (old-style u old-face), las que nacen con la misma imprenta en época renacentista. Las didonas o romanas modernas son la culminación de un recorrido histórico iniciado con Gutenberg en 1450 que ha consistido básicamente en un proceso de deshacerse de la estética de la letra escrita a mano (caligrafía), hacia una mayor «racionalización» y «estilizamiento» de las formas.

## Historia
Las tipografías didonas o tipos de letra didones fueron desarrollados por impresores como Firmin Didot, Giambattista Bodoni y Justus Erich Walbaum, cuyos tipos de letra homónimos, Bodoni, Didot y Walbaum, siguen en uso en la actualidad. Sus objetivos eran crear diseños más elegantes de texto impreso, desarrollando el trabajo previo de John Baskerville en Birmingham y de Fournier en Francia hacia un diseño más extremo y preciso con intensa precisión y contraste, que pudiera hacer gala de las novedades de la impresión y fabricación de papel de la época, las cuales habían alcanzado altos grados de precisión y refinamiento. Las letras de este tipo ya eran populares entre los calígrafos y los grabadores de placas de cobre, pero gran parte de la impresión en Europa occidental hasta finales del siglo XVIII usaba tipos de letra diseñados en el siglo XVI o diseños conservadores relativamente similares. Estas tendencias también fueron acompañadas por cambios en las convenciones de diseño de página y la definitiva abolición de la s larga. El fundador de tipos Talbot Baines Reed, hablando en 1890, llamó al nuevo estilo de principios del siglo XIX «ajustado, elegante, caballeroso, algo deslumbrante». Sus diseños fueron populares, ayudados por la sorprendente calidad de la impresión de Bodoni, y fueron ampliamente imitados.
En Gran Bretaña y Estados Unidos, la duradera influencia de Baskerville condujo a la creación de tipos como los diseños Bell, Bulmer y Scotch Roman, con el mismo espíritu que las fuentes didonas de la Europa continental, pero menos geométricas; estos como el tipo de Baskerville a menudo se denominan diseños «transicionales». Los desarrollos posteriores de la última clase han sido llamados Scotch Modern y muestran una creciente influencia de las didonas.
Los tipos de letra didones llegaron a dominar la impresión a mediados del siglo XIX, aunque los tipos «de estilo antiguo» continuaron fabricándose y vendiéndose. Alrededor de la década de 1840 en adelante, comenzó a desarrollarse el interés entre los impresores artesanales por las tipografías del pasado. Muchos historiadores de la imprenta han criticado a las didonas posteriores derivadas de las originales, las cuales prevalecieron en impresiones de todo tipo a lo largo del siglo XIX, especialmente en el s. XX, tras una reacción estilística contraria a todos los estilos victorianos de arte y diseño. Nicolete Gray ha descrito las tipografías didonas posteriores como deprimentes y desagradables de leer: «las primeras tipografías modernas diseñadas alrededor de 1800 y 1810 son encantadoras, pulcras, racionales e ingeniosas. Pero a partir de ese momento, los tipos de libros del siglo XIX se vuelven cada vez más deprimentes; las serifas se alargan, las ascendentes y descendentes se alargan, las letras se amontonan; el libro normal de mediados del siglo XIX es tipográficamente lúgubre. Los victorianos perdieron la idea de una buena tipografía para leer». El historiador G. Willem Ovink ha descrito los tipos didones de finales del siglo XIX como «los tipos regulares más muertos jamás vistos». Stanley Morison, de la empresa de equipos de impresión Monotype, uno de los principales defensores del renacimiento de los tipos de letra antiguos y transicionales, escribió en 1937 que la década de 1850 fue una época de «pilas de tipografías malas y audaces» y dijo que «los tipos fabricados entre 1810 y 1850 representan lo peor que jamás haya existido».

Ejemplos con didonas
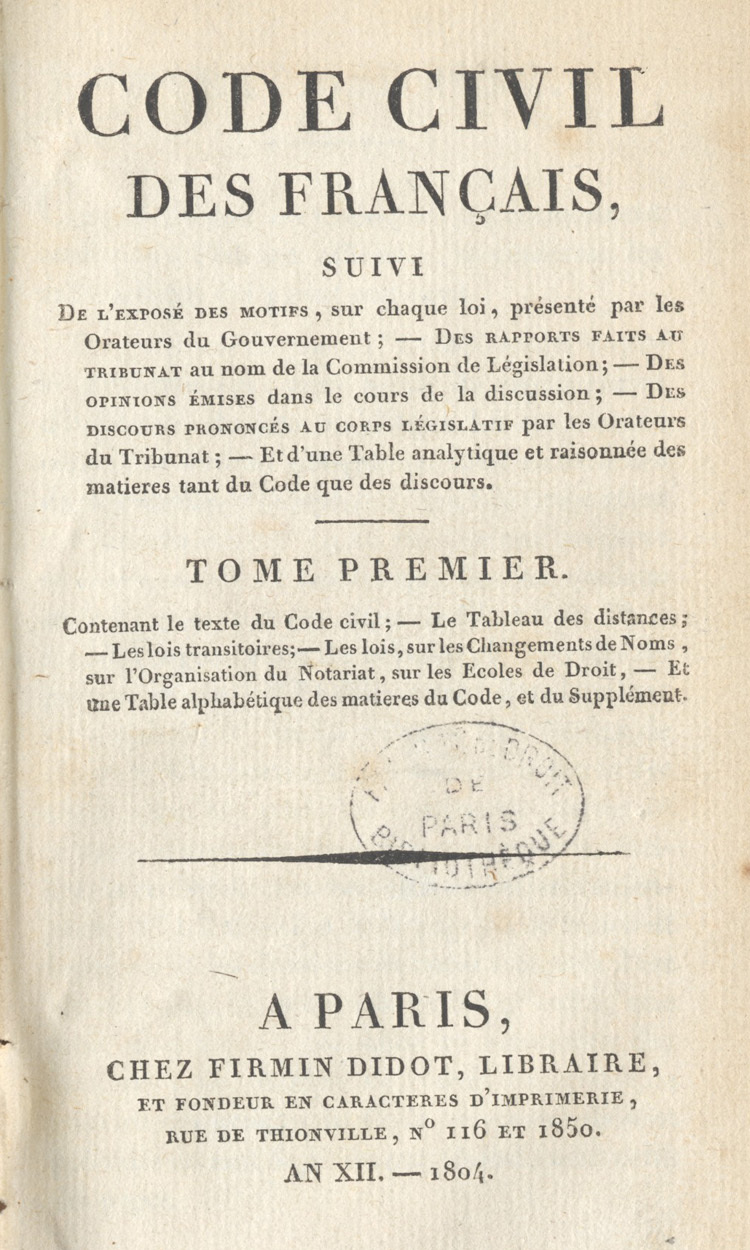
Tipo de Didot en el Code civil des Français, impreso por la empresa de Firmin Didot en 1804.
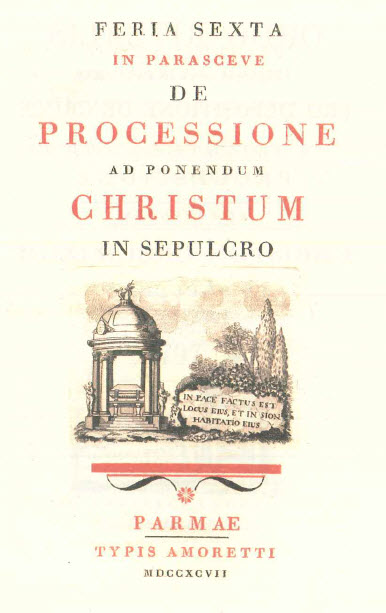
Tipos de los hermanos Amoretti.
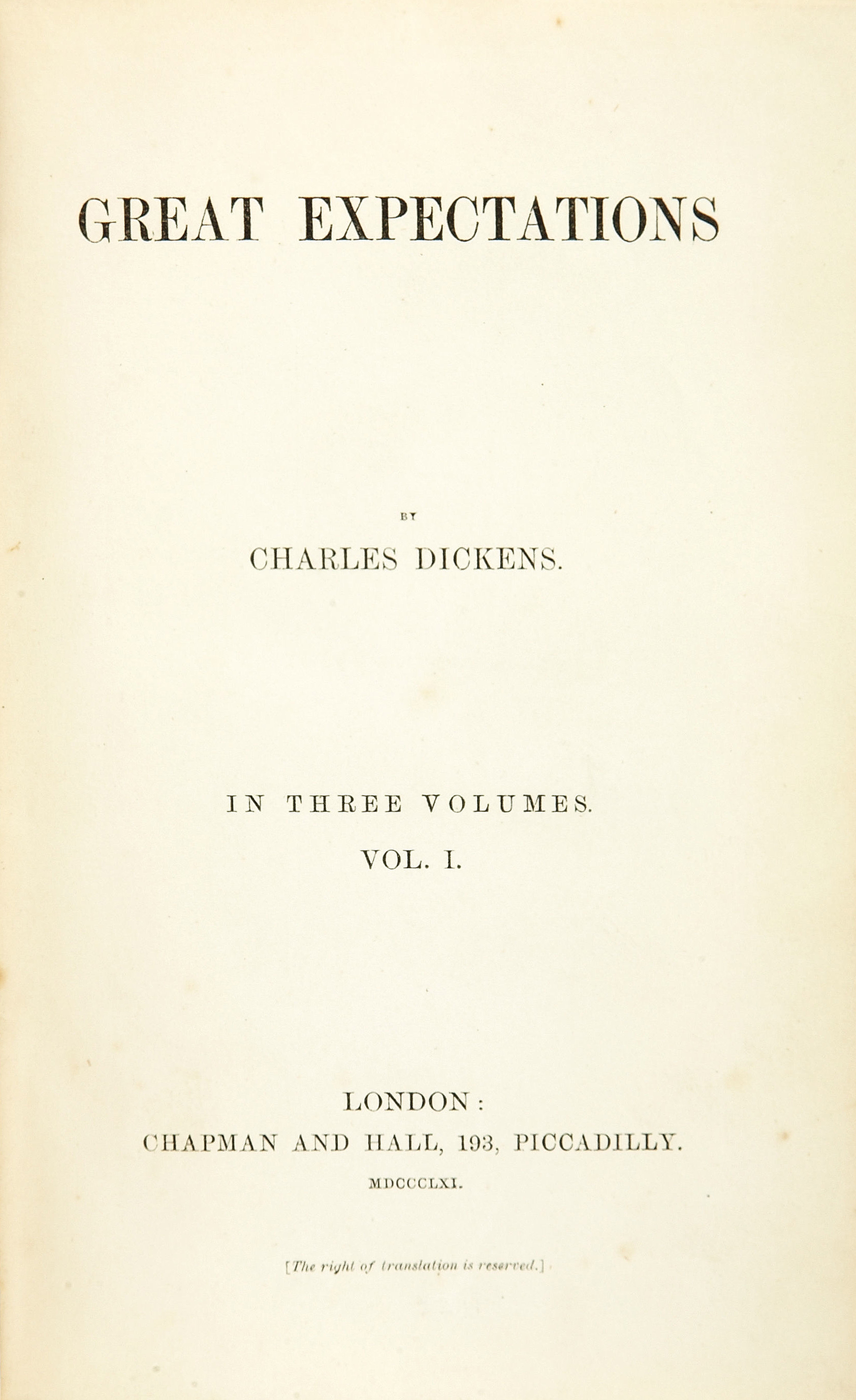
La portada de 1861 de Grandes esperanzas con una tipografía didona, que para la época resultaba muy nítida y contrastada. Aunque por aquel entonces las didonas aún eran populares, para mediados del s. XX ya habrían prácticamente desaparecido

## Surgimiento de derivados de las didonas

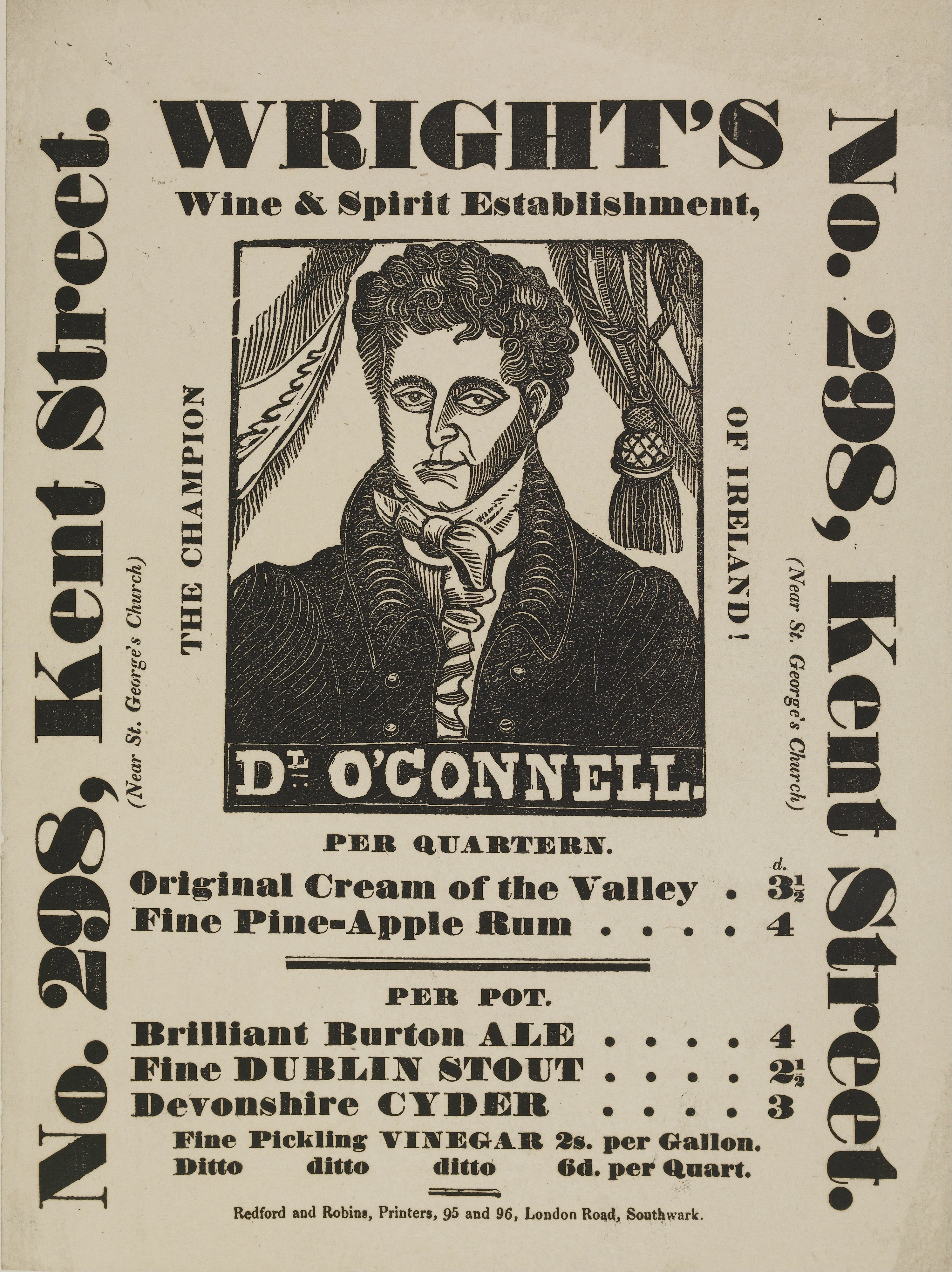
Letra estilo fat face en un cartel (Londres, 1840s)

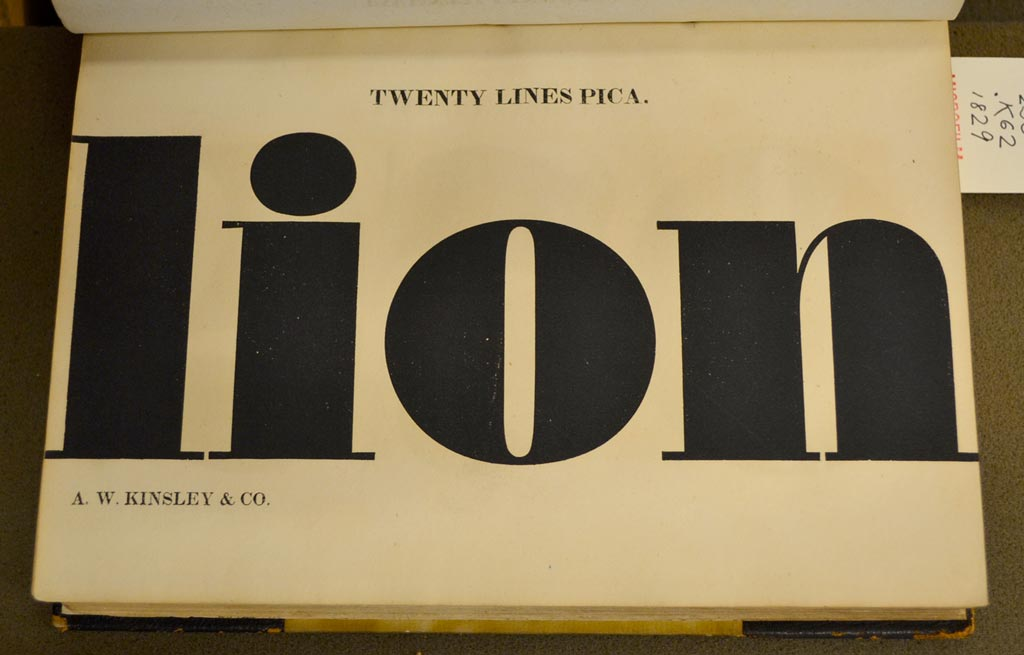
Derivado de didona estilo fat face, de la fundición AW Kinsley & Co., Albany, 1829. Diseños similares, más o menos inspirados en tipos de letra, se utilizaron en lápidas en el norte de EE. UU.

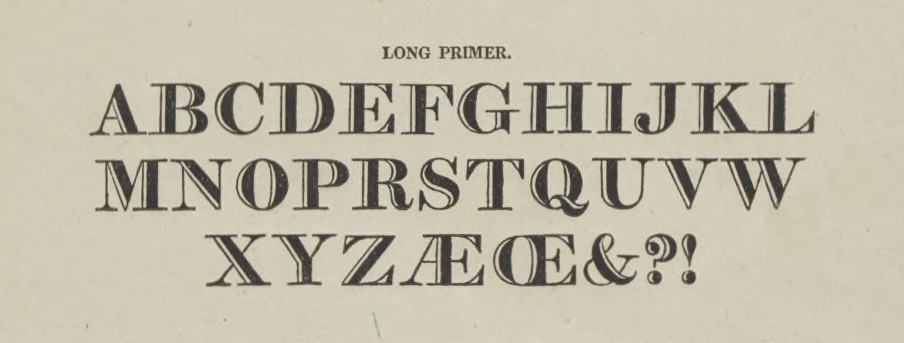
Tipografía moderna estilo bold en un espécimen emitido por William Caslon IV.

La Revolución Industrial en Europa supuso también una revolución en los demás aspectos de la vida cotidiana, y la tipografía no fue menos. La tipografía, que había estado evolucionando lenta y progresivamente desde 1450 hasta 1800, vive entonces una revolución en apenas veinte años, entre 1800 y 1820, impulsada por el nacimiento de la publicidad escrita. Hasta entonces, la tipografía sólo se encontraba en los libros y manuscritos; ahora se extiende en forma de cartelismo por las calles de las principales ciudades industriales europeas, bien sea a base de tipos impresos o léterin manual.
Así pues, se desarrolló a principios del siglo XIX un nuevo concepto tipográfico: el «peso» de la letra (llamado bold en inglés o «negrita» en castellano), que básicamente consiste en engrosar el trazo de las letras existentes (abc → abc). De esta manera, letras más gruesas implican mejor visibilidad para titulares de un periódico o para pósteres de la calle. Además, surgen nuevas familias tipográficas: las slab-serif o egipcias, una tímida aparición de las primeras sans-serif o palo seco, así como nuevos rediseños de las letras góticas, o bien combinaciones de romanas modernas y antiguas. Asimismo surgen por primera vez las fat faces, que es una negrita o bold llevada al extremo, que solían mostrar un contraste magnificado (es decir, manteniendo delgadas las serifas horizontales mientras engordaban los trazos verticales). Se introducen también otras tipografías que hoy clasificaríamos como «fantasía» en español o display en inglés. Salen a la venta tipos móviles «con efectos», los cuales agregaban un patrón u ornamento alrededor de la letra o dentro de ella.

## Decadencia de las didonas
Como todas las modas, las tipografías didonas comenzaron a perder popularidad paulatinamente, especialmente en el mundo anglosajón, a finales del siglo XIX. El auge de los tipos egipcios y de palo seco desplazó a las didonas fat face de los carteles y otros medios de exhibición, y además se da un cierto interés por revivir los diseños de estilo antiguo para su uso en cuerpos de texto. Esta tendencia es influencia directa del movimiento Arts and Crafts, cuyo mayor referente será el impresor William Morris y que rechaza las nuevas tipografías de diseños austeros, en favor de diseños más suaves y orgánicos. Reaparecen tipos de letra que no se veían desde el siglo XVIII, e incluso desde el Renacimiento, que dependiendo de la fundidora serán más o menos fieles a sus originales. Algunas son: Caslon, de William Caslon, las de Nicolas Jenson, así como Bembo y Garamond. Algunas fueron llamadas simplemente como Old Style ('estilo antiguo'), como las de Miller & Richard, Goudy Old Style e Imprint, que fueron nuevos diseños con el mismo patrón.

Uno de los primeros ejemplos que encontramos del rechazo que algunos impresores sentían por el estilo tipográfico moderno fue el impresor francés Louis Perrin, quien fabricó diseños tipográficos basados en el modelo tradicional. En 1855 escribió:
Me preguntas qué tipo de capricho me lleva a revivir tipos del siglo XVI en la actualidad... A menudo tengo que reimprimir poesía antigua [del siglo XVI] y esta tarea invariablemente me hace extrañamente incómodo. No puedo reconocer en mis pruebas los versos... nuestros punzones actuales, que son tan precisos, tan correctos, tan regularmente alineados, tan matemáticamente simétricos... sin duda tienen sus méritos, pero preferiría que se conservaran para imprimir informes sobre el ferrocarril.
En cambio, el pintor y maestro rotulista James Callingham criticó un resurgimiento del interés por los estilos de letras antiguos en Gran Bretaña alrededor de 1870 en su libro Sign Writing and Glass Embossing:
Es... maravilloso pensar que, después de haber aplicado la tan deseada corrección [a las letras], recientemente se está dando un intento de traer de nuevo estas viejas letras a la atención pública, porque los caprichos de la moda últimamente han puesto en uso entre las imprentas varios tipos de letra antiguos... y la infección ha sido detectada en cierto grado por el pintor de rótulos... tenemos así, por un lado, una dura, irregular e inacabada letra; por el otro, una letra grácil, simétrica y muy refinada... hay algún indicio de que este absurdo, como todas las modas que tienen su nacimiento en el mal gusto, está felizmente pasando, y la letra moderna reafirmará su superioridad. Siempre ha sido el caso en las artes que, después de períodos de extravagancia y bizzarerie [«bizarrería»], ha habido una recurrencia al buen gusto. La retrocesión positiva va en contra de la naturaleza y cualquier tendencia en esta dirección seguramente se corregirá a sí misma. Los partidarios de los antiguos alfabetos irregulares, que se hicieron así porque casi nadie era capaz de mejorarlos, podrían abogar con la misma razón por un retorno a la maquinaria tosca y sin planear de las primeras locomotoras de vapor, tomando como modelo el viejo «Puffing Billy«, ahora tan cuidadosamente conservado en el Museo de Patentes en South Kensington.

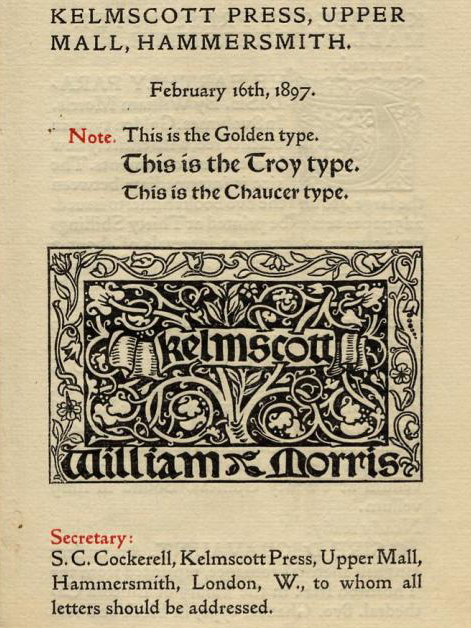
Tipos de letra de Kelmscott Press. Su enfoque medievalista fue ampliamente imitado por otros impresores, editores y fundidores de finales del siglo.

Un ejemplo influyente a fines del siglo XIX fue Kelmscott Press de William Morris, que encargó nuevas fuentes personalizadas, como su Golden Type, en modelos medievales y de comienzos del Renacimiento. Muchos impresores de prensa fina (fine press) imitaron su modelo, y aunque algunos impresores como Stanley Morison en el siglo XX encontraron su trabajo excesivo, fue muy imitado. Talbot Baines Reed en 1890, poco antes de que su compañía moldeara tipos para Morris, comentó sobre la voluntad de los fundidores de volver a los modelos anteriores: «los tipos aparecían inclinados de un lado a otro, floridos y fibrosos, esqueléticos y gordos, redondos y cuadrados... hasta que se convirtió casi en un mérito que la forma original fuera apenas reconocible. No estoy describiendo una cosa del pasado. Herodes es superado cada semana en alguna nueva fantasía que se llama a sí misma una letra... No niego que muchas de nuestras modernas cartas elegantes sean elegantes... ni me atrevo a sugerir que a este momento se pueda prescindir de ellas. Pero admito algunas dudas sobre los extremos a los que nos está llevando la locura y el abandono casi total de los modelos tradicionales que implica».

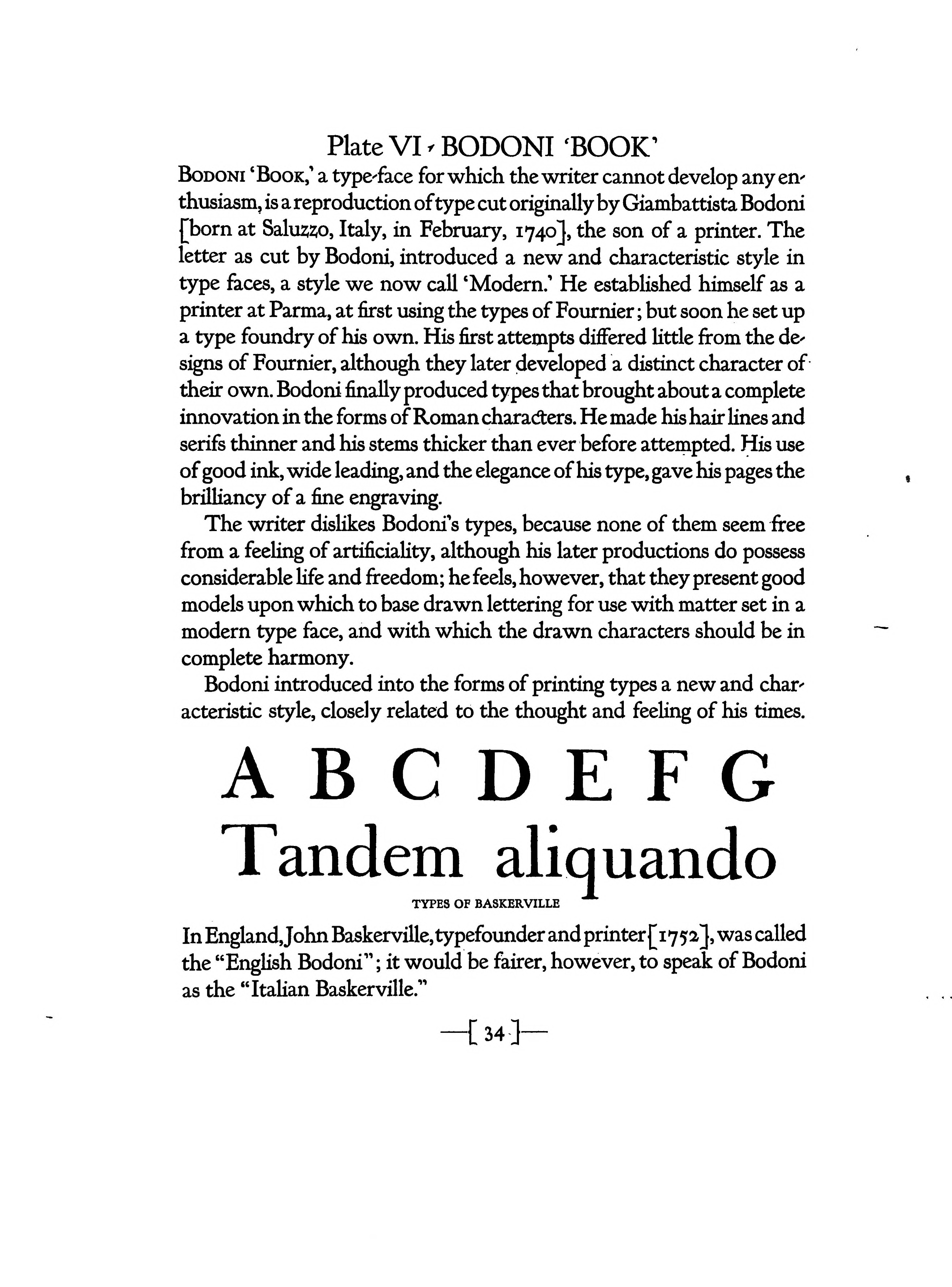
En Elements of Lettering, Goudy comenta sobre el trabajo de Baskerville y Bodoni en un libro compuesto con su Kennerley Old Style. Kennerley es un ejemplo del regreso de las fuentes de «estilo antiguo» que relevaron a las didonas a finales del siglo.

Frederic Goudy, un impresor inspirado en el movimiento Arts and Crafts convertido en diseñador tipográfico, objetaba dudas similares sobre el estilo tipográfico moderno. Mencionó a Bodoni en su libro Elements of Lettering, diciendo que su estilo era uno «por el cual el escritor no puede desarrollar ningún entusiasmo», y agregó: «sus páginas [tenían] el brillo de un fino grabado. Al escritor no le gustan los tipos de Bodoni, porque ninguno de ellos parece libre de un sentimiento de artificialidad»  A pesar de esto, Goudy también experimentó con letras modernas, fabricando por ejemplo una didona mayúscula para títulos que tenía una fina línea blanca a lo largo de los trazos gruesos de la letra. De esta manera surge Goudy Open, que proporciona una mancha más clara (densidad de la tinta) en el papel.

### SigloXXhasta la actualidad
A pesar de todo las didonas se siguen usando ampliamente, y es una categoría tipográfica reconocida en el sistema de clasificación de tipos de letra VOX-ATypI y por la Association Typographique Internationale (AtypI). El género sigue siendo particularmente popular para su uso general en la impresión del griego (la familia Didot fue una de las primeras en establecer una imprenta en el país recién independizado). También se ve a menudo en matemáticas, ya que los programas de composición tipográfica matemática estándar de código abierto TeX y LaTeX usan la familia Computer Modern como predeterminada. El creador del sistema, Donald Knuth, creó deliberadamente el sistema con la intención de producir un efecto inspirado en el «estilo clásico» de la imprenta científica del siglo XIX con una familia basada en una tipografía moderna de American Monotype Company.
El siglo XIX fue el boom de la prensa y el periódico, de manera que muchos tipos de letra de diarios han permanecido enraizados en los modelos tipográficos del siglo XIX. El popular grupo de legibilidad de Linotype de la década de 1930, durante muchos años el modelo para la impresión de la mayoría de los periódicos en todo el mundo, se basó en el estilo didón pero menos contrastado para aumentar la claridad. El tipo de letra Bodoni de American Type Founders, introducido alrededor de 1907-1911, se hizo muy popular para los titulares de noticias. En 2017, el diseñador de fuentes digitales Tobias Frere-Jones escribió que había mantenido su diseño de fuente para The Wall Street Journal basado en el modelo del siglo XIX porque «tenía que sentirse como las noticias».
Son varias las didonas populares que se usan en la actualidad, destacando Linotype Didot™ (A. Frutiger 1991, basándose en las de Didot), Monotype Walbaum™, Bauer Bodoni, Filosofía (Z. Licko, 1996), Aster (F. Simoncini, 1958), Surveyor (T. Frere-Jones, 2001). La familia tipográfica Century, que se inspira en los diseños de American Didone, se diferencia de ellos en que tienen un contraste mucho menor, de esta manera se vuelve una fuente adecuada para usar en el cuerpo de texto. Los tipos de letra de la época a menudo se han revivido desde entonces para tipos fríos (fotocomposición) y composición digital, mientras que los tipos de letra modernos en la misma línea incluyen Filosofía y Computer Modern de código abierto. Algunas letras posteriores de la familia didona se han centrado en subgéneros de la época, como Surveyor, inspirado en las leyendas de los mapas antiguos. Los tipos de letra estilo fat face siguieron siendo populares para su uso en display a mediados del siglo XX con nuevos diseños como Falstaff de Monotype y Ultra Bodoni de Morris Fuller Benton; Elephant de Matthew Carter es una versión más reciente.

## Uso

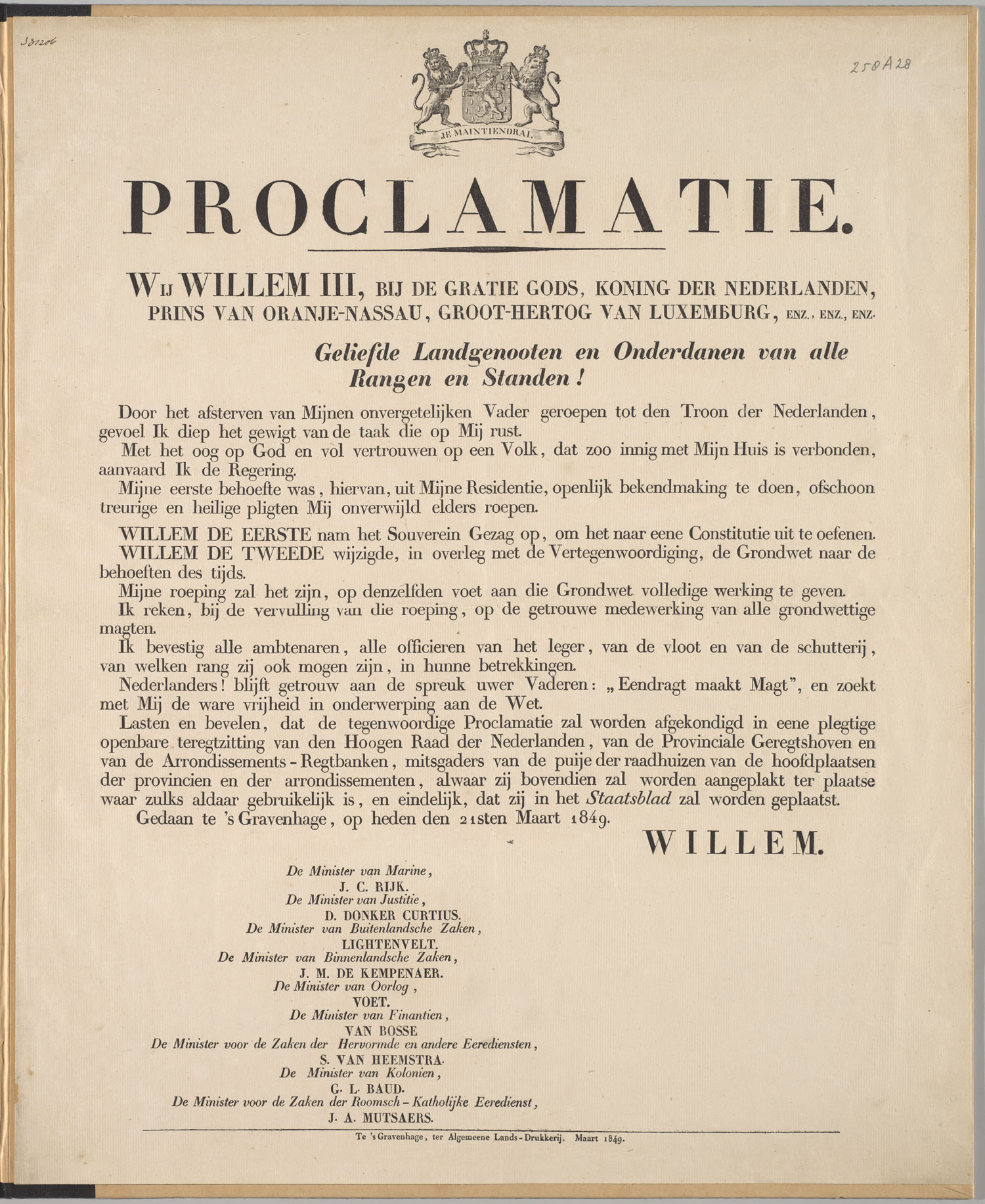
Una mezcla de tipos de estilo Didot de peso regular y más audaces (proclamación de Guillermo III de los Países Bajos, 1849)

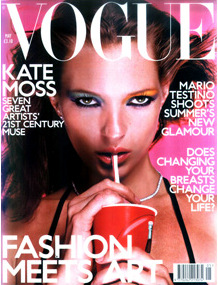
El logo de Vogue, basado en una tipografía didona.

En la impresión, las fuentes didonas se utilizan a menudo en papel de revista de alto brillo  en las que el papel conserva bien el detalle de su alto contraste, y para cuya identidad corporativa se puede considerar un diseño nítido de «estilo europeo». Asimismo, las didonas se utilizan a menudo para textos base de cualquier tipo, digital o impreso.
El uso digital de las tipografías didonas plantea un gran reto, ya que, si bien pueden verse elegantes, se da un efecto óptico llamado «deslumbramiento» (dazzle), por el cual las verticales gruesas atraen más la atención del ojo y hacen que el lector necesite esforzarse más por leer los trazos delgados, dificultando identificar cada letra por separado. Por esta razón, se ha descrito que el uso del tamaño óptico correcto de la fuente digital es particularmente esencial en los diseños didones. Las fuentes que se utilizarán en tamaños de texto serán diseños más resistentes con trazos y serifas más gruesos y 'delgados' (menos contraste de trazos) y más espacio entre letras que en los diseños de visualización, para aumentar la legibilidad. Los tamaños ópticos eran un requisito natural de la tecnología de impresión en el momento de la primera creación de letras didonas en tipos de metal, ya que cada tamaño de tipo de metal se cortaba a medida, pero decayó a medida que el pantógrafo, la fotocomposición y las fuentes digitales imprimían la misma fuente pero reescalándola proporcionalmente; se ha producido un revival en los últimos años. El diseñador francés Loïc Sander ha sugerido que el efecto dazzle puede ser particularmente común en diseños producidos en países donde los diseñadores no están familiarizados con cómo usarlos de manera efectiva y pueden elegir fuentes didonas que son originalmente diseñadas para titulares. Por todo y esto existen tipografías digitales modernas como Parmagiano, ITC Bodoni, Surveyor o la Didot de Hoefler & Frere-Jones, las cuales son todas didonas destinadas a la impresión profesional, que disponen de una gama de tamaños ópticos, pero esto es menos común en las fuentes de computadora predeterminadas. Entre las fuentes didonas predeterminadas en los sistemas informáticos, Century Schoolbook en Windows está orientada al uso del texto del cuerpo, mientras que el renacimiento de Didot en OS X estaba diseñado específicamente para uso en encabezados y no para el texto del cuerpo.

## Derivados
La forma de los diseños didones del siglo XIX, con sus aberturas estrechas, se ha sugerido como una gran influencia en muchas de las primeras fuentes sans-serif como Akzidenz-Grotesk y sus derivados como Helvetica, desarrollados en Europa algunos años después de su introducción. Un ejemplo de esta influencia son las aberturas estrechas de estos diseños, en los que los trazos de letras como la a y la c se pliegan para volverse verticales, de forma similar a lo que se ve en las fuentes Didone serif.
La fuente de computadora inspirada en Scotch Roman de Matthew Carter, Georgia, es notable como un descendiente extremadamente lejano de los tipos de letra didona. En Georgia, el contraste de los trazos se reduce considerablemente y la negrita se hace mucho más audaz de lo normal para que el diseño se muestre bien en un monitor de computadora de baja resolución, pero se conservan la forma general de las letras y las terminales esféricas de los diseños de Scotch Roman. También desarrolló el renacimiento romano escocés Miller para uso impreso. Dadas estas decisiones de diseño inusuales, Matthew Butterick, un experto en diseño de documentos, recomendó que las organizaciones que utilizan Georgia para visualización en pantalla obtengan la licencia de Miller para lograr una experiencia de lectura complementaria y más equilibrada en papel.

### Contraste invertido

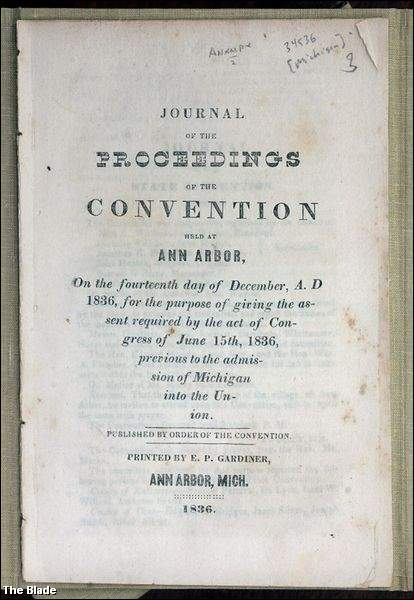
Documento de 1836 que usa una didona para el cuerpo de texto, una estilo italiano (la palabra procedings) y versiones primigenias de palo seco.

Un método excéntrico de reelaborar y parodiar los tipos de letra didones ha sido durante mucho tiempo invertir el contraste, haciendo que los trazos finos sean gruesos y los trazos gruesos delgados. Queda registrado por primera vez alrededor de 1821 en Gran Bretaña y ocasionalmente reusado desde entonces, a menudo se les llama fuentes «de contraste invertido». Las serifas gruesas le dan una apariencia pesada. En el siglo XIX estos diseños se denominaron «italianos» por su apariencia exótica, pero este nombre es problemático ya que los diseños no tienen una conexión clara con Italia; se parecen un poco a la escritura romana capitalis rustica, aunque esto puede ser una coincidencia. También se las llamó «egipcias», un término igualmente poco ajustado aplicado a las serifas de bloque (slab) de la época.
Se vendieron como tipografías de portada novedosas y llamativas, más que como opciones serias para el cuerpo del texto. Cuatro años después de su introducción, el impresor Thomas Curson Hansard los describió como «monstruosidades tipográficas». No obstante, los derivados un tanto atenuados de este estilo persistieron en el uso popular durante todo el siglo XIX y se asocian comúnmente con la impresión del «salvaje oeste» en carteles. En última instancia, se convirtieron en parte del género Clarendon de tipos de letra slab-serif, y estos diseños posteriores a menudo se denominan diseños Clarendon franceses.

## Lectura complementaria
- Valerie Lester, Giambattista Bodoni: Su vida y su mundo (2015)
- Sébastien Morlighem, The 'modern face' in France and Great Britain, 1781-1825: typography as an ideal of progress (thesis, University of Reading, 2014), enlace de descarga Archivado el 28 de septiembre de 2022 en Wayback Machine.
- TM Cleland,«Giambattista Bodoni of Parma». (1916)